# Palazzo Calbo Crotta

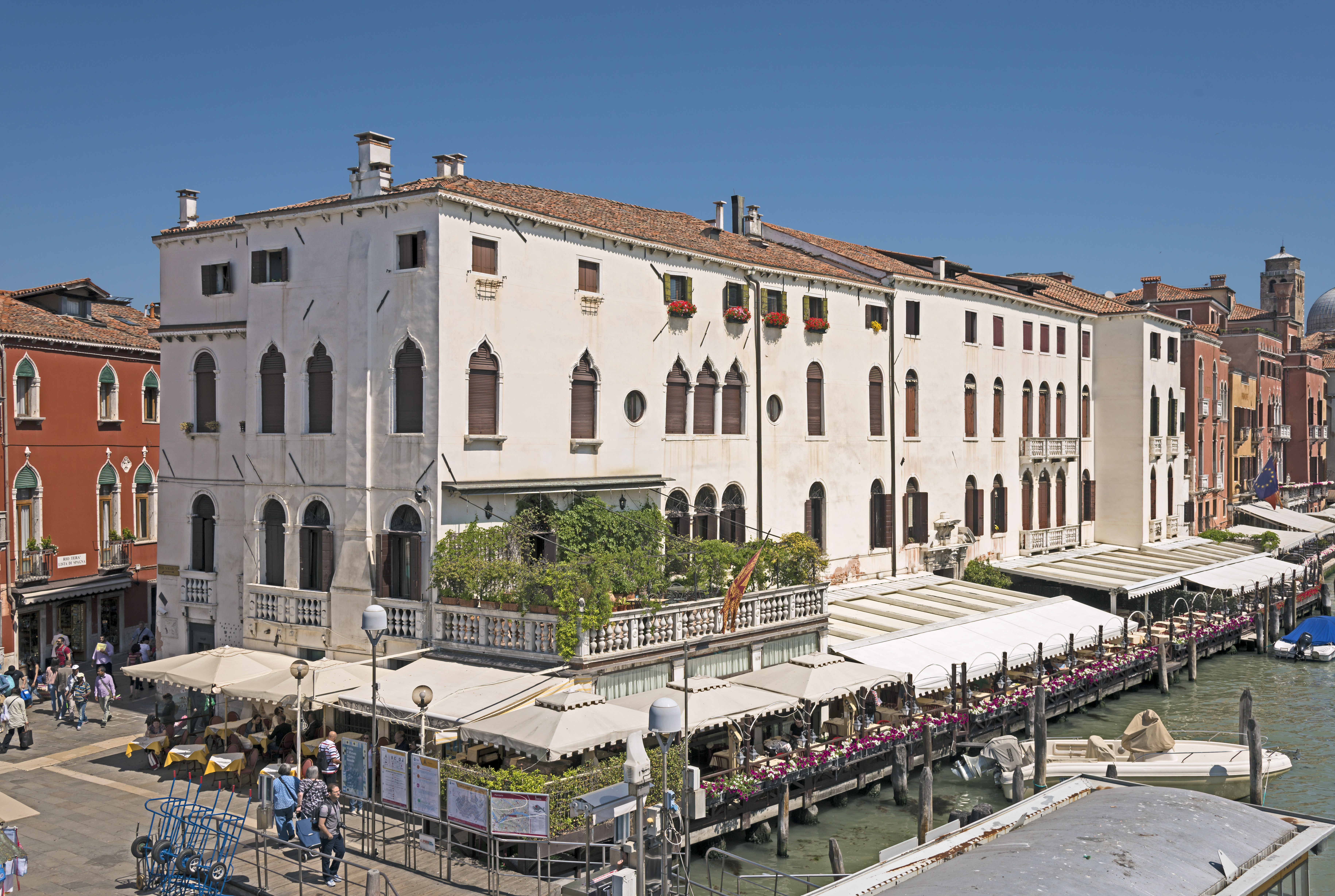
Die lange Fassade des Palazzo Calbo Crotta

Palazzo Calbo Crotta ist ein Palast in Venedig in der italienischen Region Venetien. Er liegt im Sestiere Cannaregio mit Blick auf den Canal Grande bei der Ponte degli Scalzi und am Anfang der Straße Lista di Spagna.

## Geschichte
Der Palazzo Calbo Crotta geht auf das 14. Jahrhundert zurück, als er als Wohnstatt der Familie Calbo erbaut wurde. In den darauf folgenden Jahrhunderten wurde er oft umgebaut und erhielt im 17. Jahrhundert sein heutiges Aussehen.
Im 18. Jahrhundert fiel er an die Familie Crotta, die das Innere vollkommen umbauen und mit Kunstwerken und Einrichtungsgegenständen verschönern ließ.
Heute sind in dem Palast überwiegend Privatapartments untergebracht.

## Beschreibung
Der Palast ist ein längliches Gebäude mit drei Stockwerken und einem Mezzaningeschoss unter dem Dach.
Die Fassade zum Kanal hin ist weiß gestrichen und stilistisch in zwei Bereiche unterteilt, die gleichartig strukturiert sind: Beide besitzen Reihen von Einzelfenstern, in deren Mitte sich in den beiden Hauptgeschossen Dreifachfenster hervorheben, auf der rechten Gebäudeseite mit einer steinernen Brüstung versehen.
Der Baustil der linken Gebäudeseite ist gotisch mit Kielbogenfenstern, der der rechten Gebäudeseite typisch für die Renaissance mit Rundbogenfenstern.
Im Erdgeschoss öffnet sich eine Terrasse zum Canal Grande hin.
Im Inneren des Palastes finden sich zahlreiche Fresken von Jacopo Guarana. Im ersten Obergeschoss liegt die Unione Veneta Bonifiche, die angegliederte und repräsentative Organisation der Konsortien zur Urbarmachung von Venezien.